# تئوری پرواز
تئوری پرواز (به انگلیسی: The Theory of Flight) فیلمی محصول سال ۱۹۹۸ و به کارگردانی پل گرینگرس است. در این فیلم بازیگرانی همچون هلنا بونهام کارتر، کنت برانا، جما جونز، هالی آیرد و ری استیونسون ایفای نقش کرده‌اند.